# Lucifer (album Shinee)
Lucifer è il secondo album in studio del gruppo musicale sudcoreano Shinee, pubblicato il 19 luglio 2010. Una versione qualità dell'album non-studio è trapelata il 18 luglio 2010, ore prima della data di uscita ufficiale dell'album.
L'album è il sesto più venduto del 2010 in Corea del Sud, con 124.961 copie vendute, e la versione riconfezionata a 17° con 63.118 copie.

## Il disco
Poche ore dopo l'uscita dell'album, ha sormontato varie classifiche di vendita fisiche e digitali in Corea del Sud. Le canzoni dell'album "erano più attentamente selezionati che mai", e l'album si è detto di "[dare] ascoltatori una grande occasione per sperimentare i diversi personaggi musicali e competenze vocali più maturi dei membri SHINee". Onew ha fatto il suo debutto come autore di testi sulla traccia 9, Your Name, mentre Jonghyun ha contribuito per la seconda volta (testi scritti per Juliette). Binario 7 è stato co-scritto da tutti i membri. "Love Goes Still On" è visto come "una specie di sequel" a "Love Should Go On", dal gruppo del mini-album di debutto "Replay".
Minho ha scritto "Up & Down", "Obsession", "Your Name", e co-scritto le canzoni "WOWOWOW" con JQ e "Shout Out" con i membri compagni e MISFIT. Nell'album riconfezionato "Hello", ha scritto la title track "Hello", e co-scritto "One" e "Get It".
Il 5 agosto 2010, "Lucifer" è pari a oltre 124.961 copie in vendite di album in Corea del Sud.
Gli Shinee hanno pubblicato un album riconfezionato di Lucifer chiamato Hello il 1 ottobre 2010. Il loro ritorno sulla musica KBS è stato lo stesso giorno. L'album riconfezionato Hello ha venduto 63.118 copie nel 2010, secondo la tabella di vendite coreano Gaon.
Il 26 novembre 2010, il brano "Obsession" è stato annunciato come colonna sonora per il film, The Warrior's Way.

## Tracce
Crediti adattati dal sito ufficiale.
1. Up & Down – 3:33 (Misfit, Jonghyun, Minho, wiidope)
2. Lucifer – 3:54 (Yoo Young-jin, Ryan Jhun, Yoo Young-jin, Adam Kapit, Bebe Rexha)
3. Electric Heart – 3:19 (Kim Bu-Min, Hitchhiker)
4. A-Yo – 4:27 (Ha Jung-Heon, Denzil "DR" Remedios, Kibwe "12Keyz" Luke, Erin Reid)
5. Yok (Obsession) – 4:08 (Jonghyun, Minho, John Ho, Sean Alexander, Jimmy Burney)
6. Hwasal (Quasimodo) – 4:08 (Jo In-Hyung, Michael Lee)
7. Ak (Shout Out) – 2:53 (JQ, Shinee, Misfit, Steven Lee, Drew Ryan Scott, Sean Alexander)
8. Wowowow – 3:11 (Kim Jin-Hee, Minho, Will Simms, Emma Stevens)
9. Your Name – 4:06 (Onew, Minho, Brandon Fraley)
10. Life – 4:38 (Kim Jung-Bae, Kenzie)
11. Ready or Not – 3:03 (Misfit, Mikko Tamminen, Risto Asikainen, Will Simms)
12. Love Pain – 3:43 (Kim Tae-Sung, Kim Tae-Sung, Roh Tae-Ryung)
13. Sa-Gye-Hu (Love Still Goes On) – 2:56 (Lee Yun-Jae, JQ, Lee Yun-Jae)

Hello Repackage
1. Up & Down – 3:33 (Misfit, Jonghyun, Minho, wiidope)
2. Hello – 3:04 (Kim Ina (김이나), Minho, Tim McEwan, Jess Cates, Lars Halvor Jensen) – Park Bum Geun (박범근)
3. 하나 (One) – 3:34 (Park Sung Soo (박성수), Minho, Park Sung Soo (박성수)) – Park Sung Soo (박성수)
4. Get It – 3:23 (Ceejay, Gilme, Minho, Key, Honor Roll, Ryan Jhun, Denzil Remedios, Kibwe Luke) – Honor Roll, Ryan Jhun, Denzil Remedios, Kibwe Luke
5. Lucifer – 3:54 (Yoo Young-jin, Ryan Jhun, Yoo Young-jin, Adam Kapit, Bebe Rexha)
6. Electric Heart – 3:19 (Kim Bu-Min, Hitchhiker)
7. A-Yo – 4:27 (Ha Jung-Heon, Denzil "DR" Remedios, Kibwe "12Keyz" Luke, Erin Reid)
8. Yok (Obsession) – 4:08 (Jonghyun, Minho, John Ho, Sean Alexander, Jimmy Burney)
9. Hwasal (Quasimodo) – 4:08 (Jo In-Hyung, Michael Lee)
10. Ak (Shout Out) – 2:53 (JQ, Shinee, Misfit, Steven Lee, Drew Ryan Scott, Sean Alexander)
11. Wowowow – 3:11 (Kim Jin-Hee, Minho, Will Simms, Emma Stevens)
12. Your Name – 4:06 (Onew, Minho, Brandon Fraley)
13. Life – 4:38 (Kim Jung-Bae, Kenzie)
14. Ready or Not – 3:03 (Misfit, Mikko Tamminen, Risto Asikainen, Will Simms)
15. Love Pain – 3:43 (Kim Tae-Sung, Kim Tae-Sung, Roh Tae-Ryung)
16. Sa-Gye-Hu (Love Still Goes On) – 2:56 (Lee Yun-Jae, JQ, Lee Yun-Jae)

## Date di Pubblicazione
Lucifer
| Versione            | Regione       | Data                                                                     | Etichetta              | Formato |
| ------------------- | ------------- | ------------------------------------------------------------------------ | ---------------------- | ------- |
| A                   | Corea del Sud | 19 luglio 2010                                                           | SM Entertainment       | CD      |
| A                   | Hong Kong     | 13 agosto 2010                                                           | Avex Asia              | CD      |
| A                   | Taiwan        | 13 agosto 2010                                                           | Avex Asia              | CD      |
| A                   | Filippine     | 18 settembre 2010 (Special Release) 24 settembre 2010 (Official Release) | Universal Records      | CD      |
| B                   | Corea del Sud | 28 luglio 2010                                                           | SM Entertainment       | CD      |
| B                   | Hong Kong     | 18 agosto 2010                                                           | Avex Asia              | CD      |
| B                   | Filippine     | 18 settembre 2010 (Special Release) 24 settembre 2010 (Official Release) | Universal Records      | CD      |
| Versione giapponese | Giappone      | 15, settembre 2010                                                       | Avex Trax, Rhythm Zone | CD+DVD  |

Hello
| Regione       | Data                                                                  | Etichetta         | Formato |
| ------------- | --------------------------------------------------------------------- | ----------------- | ------- |
| Corea del Sud | 4 ottobre 2010                                                        | SM Entertainment  | CD      |
| Hong Kong     | 2010                                                                  | Avex Asia         | CD      |
| Taiwan        | 2010                                                                  | Avex Asia         | CD+DVD  |
| Filippine     | 27 novembre 2010 (Special Release) 3 dicembre 2010 (Official Release) | Universal Records | CD      |
| Giappone      | Marzo 2011                                                            | EMI Music Japan   | CD+DVD  |

## Classifiche
Lucifer
| Grafico                        | Miglior posizione |
| ------------------------------ | ----------------- |
| Gaon Weekly album chart        | 1                 |
| Gaon Monthly album chart       | 1                 |
| Gaon Yearly album chart        | 39                |
| Astrovision Weekly album chart | 1                 |
| Odyssey Weekly album chart     | 4                 |

Hello
| Grafico                  | Miglior posizione |
| ------------------------ | ----------------- |
| Gaon Weekly album chart  | 1                 |
| Gaon Monthly album chart | 5                 |
| Gaon Yearly album chart  | 21                |

## Vendite e certificazioni
| Classifica          | Album           | Importo  | Totale   |
| ------------------- | --------------- | -------- | -------- |
| Gaon physical sales | Lucifer (album) | 135,150+ | 230,499+ |
| Gaon physical sales | Hello Repackage | 95,349+  | 230,499+ |